# Àngel Reig Sànchez
Àngel Reig Sànchez (Gandia, 1986), més conegut com a Àngel de Murla, és un jugador aficionat de pilota valenciana, rest en la modalitat d'Escala i corda i Galotxa, la seva principal pegada es bot i braç i fer el rebot.
Posteriorment s'especialitzaria com a banca en la modalitat de llargues, consolidant-se com un dels millors jugadors en la treta.
Va debutar al trinquet d'Alginet.

## Palmarés[calcitació]
- Escala i corda:
  - Campió Presentació del CP Pedreguer: 2003
  - Campió Fira de Benissa: 2006
  - Subcampió Vila de Benissa: 2007
  - Subcampió Circuit Jove Val Net: 2007

- Galotxa:
  - Campió Trofeu el Corte Inglés: 2004 i 2011
    - Subcampió del Trofeu el Corte Inglés: 2009 i 2010

  - Campió de la Copa Generalitat: 2008 i 2013
  - Campió del Trofeu Conrado Casanova d'Alfarb: 2008
  - Subcampió interpobles: 2019

- Llargues:
  - Campió de la Lliga a Llargues juvenil: 1997, 2001
  - Subcampió de la Lliga a Llargues juvenil: 1998, 1999, 2000, 2002
  - Campió de la Lliga a Llargues 2a Categoria: 2000
  - Campió de la Lliga a Palma 2n Categoria : 2011
  - Cambió de la Lliga a Llargues 1a Categoria: 2013, 2016, 2019, 2021
  - Campió del Circuit la Bolata de Llargues: 2016, 2017, 2019.
  - Subcampió Champions League: 2018
  - Campió Champions League: 2019, 2021
- Perxa:
  - Subcampió de Perxa de Finestrat: 2002

- Raspall
  - Subcampió autonòmic: 1997
- Onewall
  - Campió Autonómic: 2016, 2020